# Ropociąg Trans-Alaska

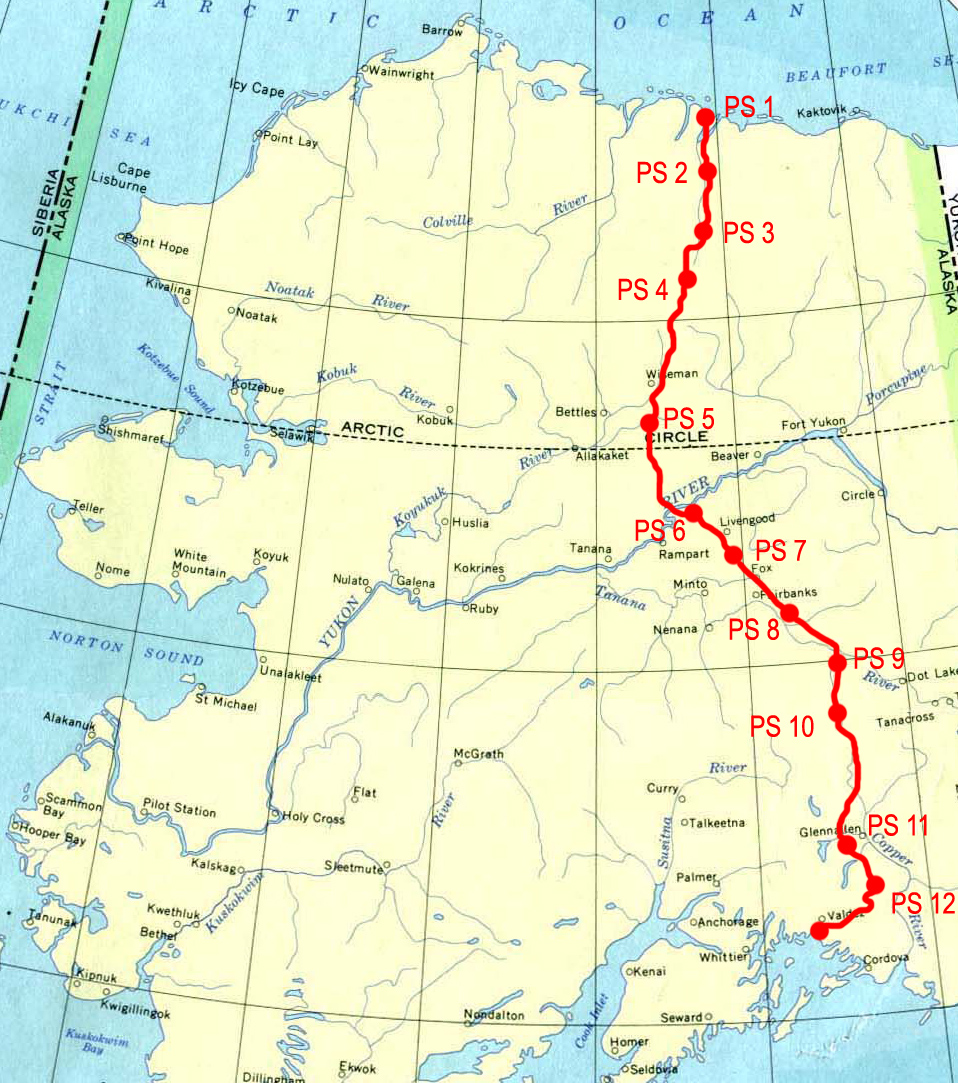
Mapa ropociągu na Alasce

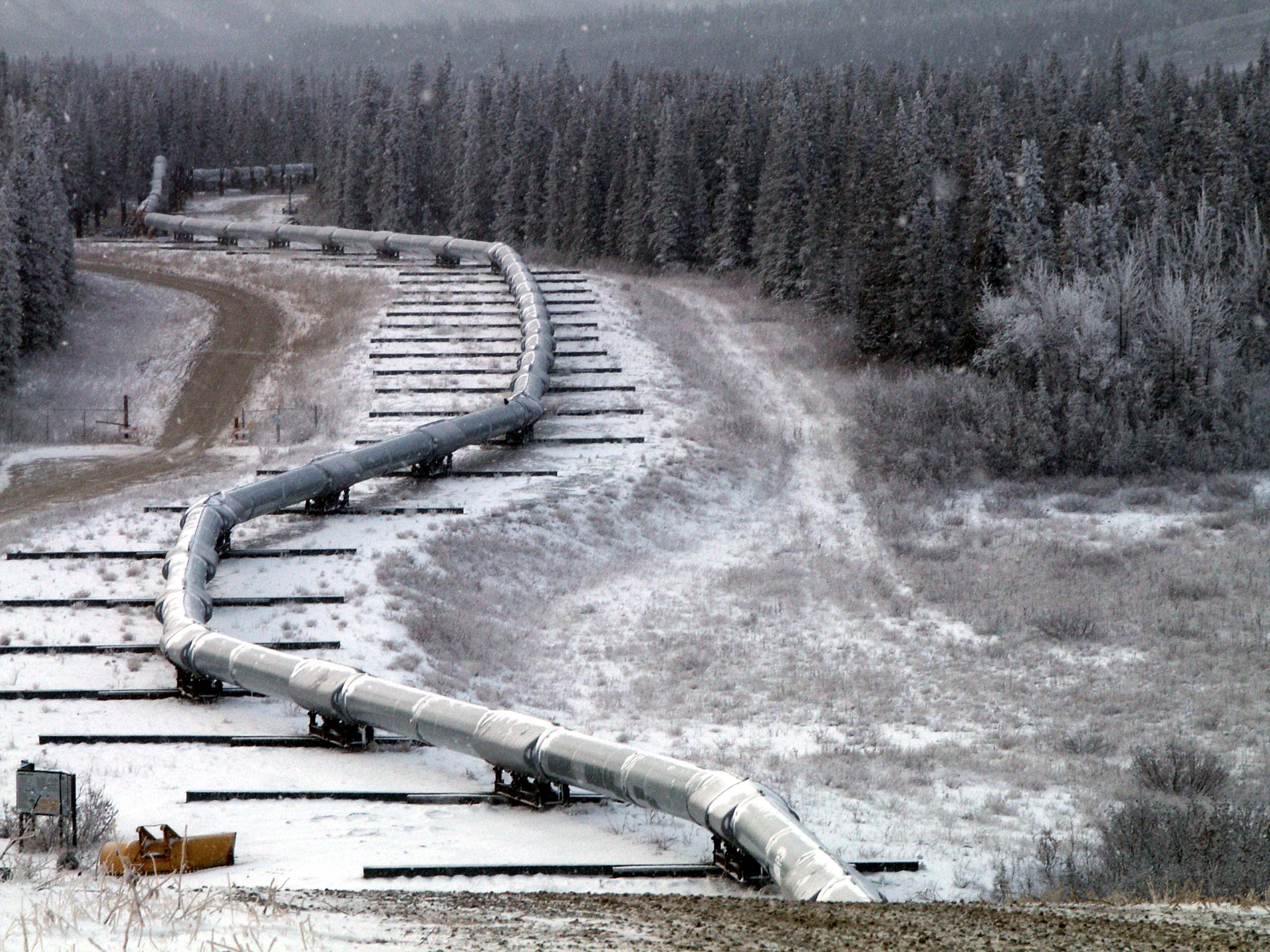
Rurociąg umieszczony na poprzecznych szynach w okolicach nawiedzanych trzęsieniami ziemi, przechodzący nad tektonicznym uskokiem Denali

Ropociąg Trans-Alaska, ropociąg na Alasce czy rurociąg alaski (ang. The Trans-Alaska Pipeline System, Alyeska Pipeline, Trans-Alaska Pipeline, Alaska Pipeline) – rurociąg biegnący z Prudhoe Bay na północnym brzegu Alaski do Valdez na jej południowym brzegu, o długości 1286 km (800 mil lądowych). Obecnie jest to podstawowy, najważniejszy sposób transportu ropy naftowej – wydobywanej na północy stanu – do jej odbiorców. W Valdez do terminalu portowego cumują supertankowce, które dalej przewożą ją głównie do innych nabrzeżnych stanów USA (m.in. do portu w Bellingham w stanie Waszyngton) oraz do portów w Azji.
Ropociąg, oddany do użytku w 1977 r., został wybudowany głównie na powierzchni, w bardzo trudnym terenie i trudnych warunkach, z zapewnieniem przejść dla migrujących zwierząt, np. karibu, i zastosowaniem specjalnych ogrzewczych lub odprowadzających ciepło technologii, z częstym zygzakowaniem, i ustawieniem na poprzecznych, podobnych do szyn podporach w okolicach nawiedzanych przez częste trzęsienia ziemi, np. przekraczając tektoniczny uskok Denali.
Pojedyncza nitka stalowej, kuloodpornej rury o średnicy 1,22 m (48 cali) została zbudowana pomiędzy 27 marca 1975 a 31 maja 1977, kosztem 8 mld dolarów. Budowę wykonano w sześciu niezależnych sekcjach przy udziale pięciu rozmaitych wykonawców zatrudniających 21 tys. pracowników. Trzydziestu jeden z nich zginęło w wypadkach przy pracy.
Ropociąg był obliczony na 25 lat eksploatacji, lecz wciąż (2017) jest użytkowany. Jego infrastruktura i elektronika są stale usprawniane. Jest przeglądany i dozorowany z powietrza, a także sprawdzany fizycznie na ziemi. Jednak 35 km pomocniczego transportu rurociągowego doprowadzającego ropę do głównego ciągu Trans-Alaska wymagało (w 2007) lub nadal wymaga wymiany z powodu korozji, która spowodowała rozlew ropy i skażenie środowiska w 2007 w pobliżu arktycznego początku Trans-Alaski, oraz nad Oceanem Arktycznym, w okolicach Prudhoe Bay.
Pośrednio, istnienie tego ropociągu jest odpowiedzialne za wielką katastrofę ekologiczną w Zatoce Księcia Williama, gdzie ulokowany jest jego końcowy terminal Valdez. Do katastrofy doszło, kiedy jednokadłubowy supertankowiec „MT Exxon Valdez”, dopiero co załadowany ropą dostarczoną tym ropociągiem, zboczył z kursu i osiadł na skałach, rozlewając dużą część swojego ładunku w akwenie. Ropa skaziła dziewiczy do tej pory ekosystem zatoki. Skażenie istnieje do dziś, pomimo wielkiej, wieloletniej akcji oczyszczającej, powodując upadek rybołówstwa i zyskownego dla mieszkańców połowu krabów (głównie Paralithodes camtschaticus, ang. king red crab) w tym regionie.

## Galeria

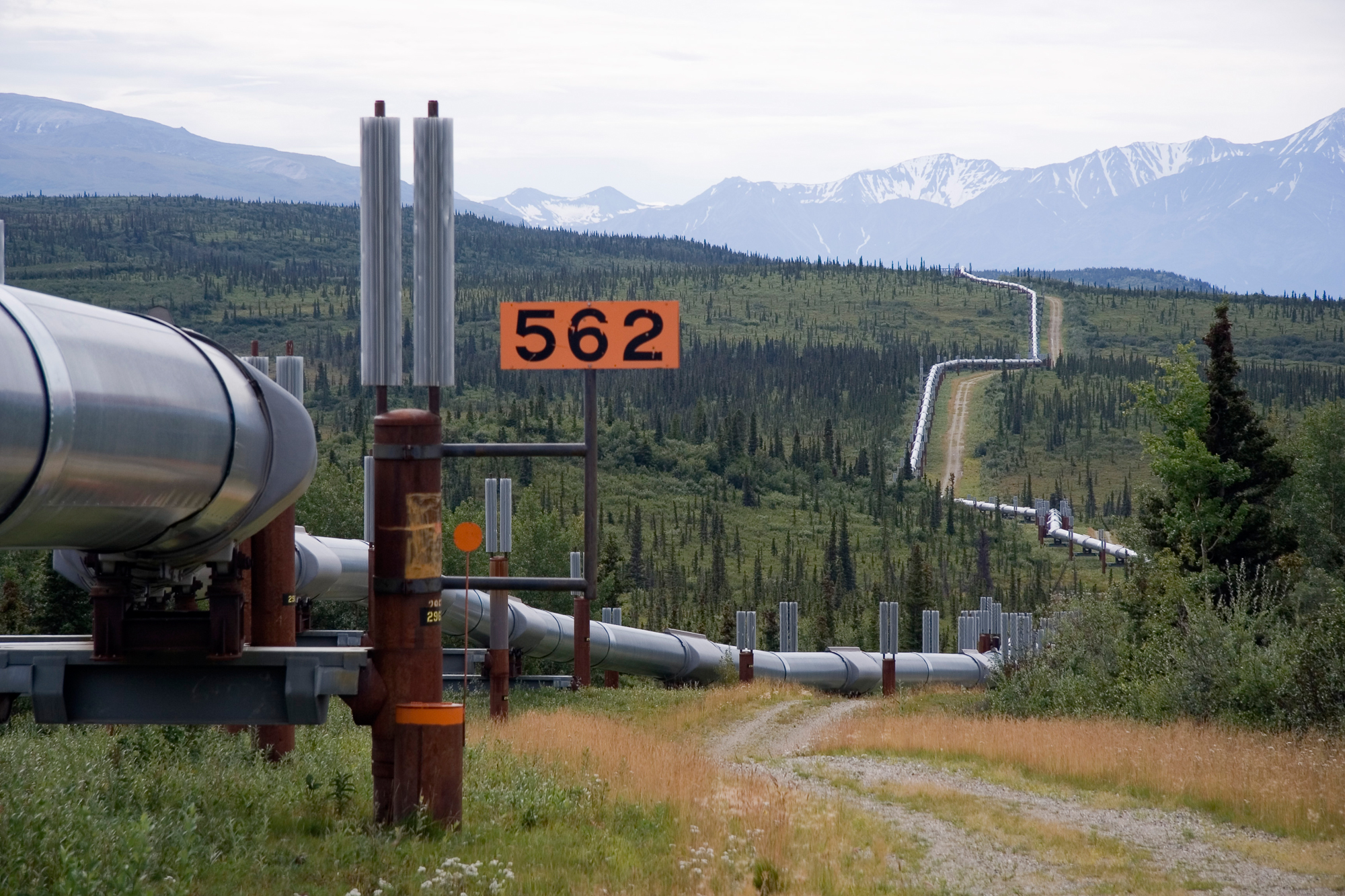
Zdjęcie z bliska fragmentu rurociągu alaskańskiego. Element konstrukcji na lewo od napisu „562” to wymiennik ciepła, odprowadzający nieszkodliwie w otoczenie energię, aby przypadkiem nie roztopić wiecznej zmarzliny, w której spoczywa podpora ropociągu, i nie spowodować tymże jej zapadnięcia, a co za tym idzie, przerwania rury. Ropa o temperaturze 80 °C wytryskuje z ziemi pod wysokim ciśnieniem, a jest przemieszczana rurociągiem w temperaturze ok. 50 °C.
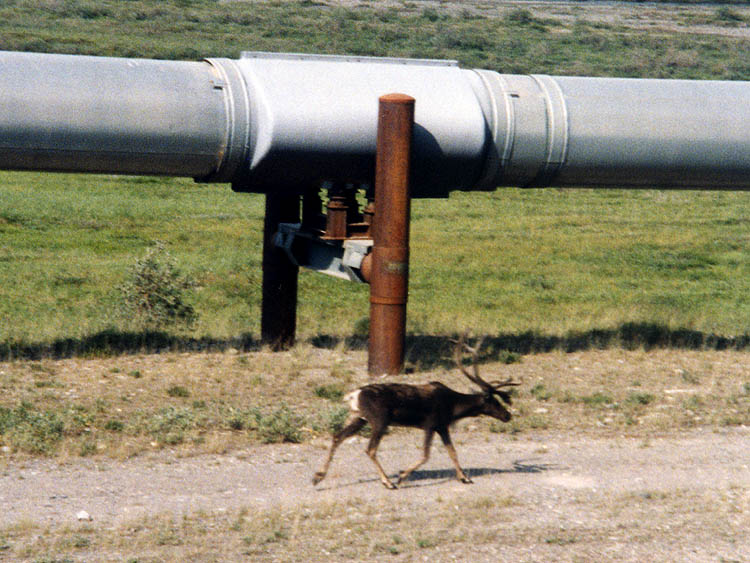
Karibu (Rangifer tarandus granti) obok ropociągu Trans-Alaska. Zimą karibu lubią gromadzić się pod nim, ogrzewając się. Ekolodzy uważają to za wypaczanie natury.